# جيمي توماس (متزلج لوحي)
جيمي توماس (بالإنجليزية: Jamie Thomas)‏ (و. 1974  م) هو متزلج لوحي، وشخصية أعمال أمريكي، ولد في دوثان.